# Bovenliggende nokkenas

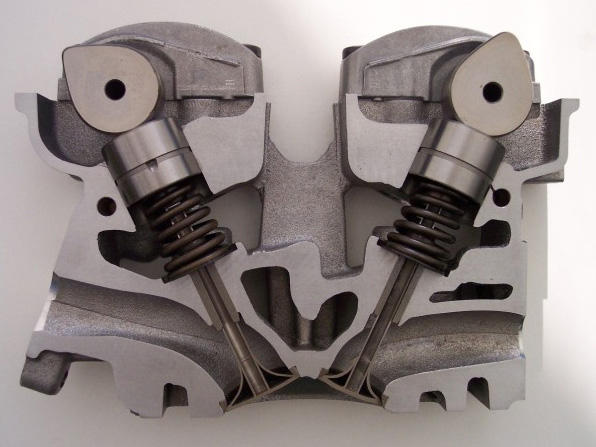
Opengewerkte cilinderkop met dubbele nokkenassen, hydraulische nokvolgers, klepveren en kleppen

Werking van de nokkenas

Een bovenliggende nokkenas, overhead camshaft (OHC), is een systeem in de motortechniek waarbij de nokkenas boven ligt en het gebruik van onder andere stoterstangen en tuimelaars overbodig maakt.
Bij deze constructie heeft de motor minder bewegende delen dan bij een motor met onderliggende nokkenas (die mede daarom nog maar weinig wordt toegepast). Hierdoor kan een hogere maximale klepsnelheid worden bereikt en daarmee ook een hoger maximum toerental van de viertaktmotor.
Een verbeterde versie van de bovenliggende nokkenas is de dubbele bovenliggende nokkenas. Met de komst van dit laatste systeem werd de enkele bovenliggende nokkenas ook wel SOHC (single overhead camshaft) of Unicam genoemd.